# حكم إسبانية
الحكم الإسبانية و هي مجموعة من الحكم التي استخدمت في الثقافات الغربية، و هناك العديد منها متماثل تماما مع مثيلاتها من اللغات الأخرى الغربية أو العربية ( بسبب الاختلاط مع العرب أثناء قيام الأندلس ). و منها ما تكون قريبة أو مأخوذة من و إلى اللغة الإنجليزية و الفرنسية و الفلمنكية و اللغات الأخرى.

## مختارات
لقد اخترت بعض الحكم الجميلة :
- Todos los caminos llevan a Roma.

"توذوس لوس كَمينوس جيفان آ روما"
الترجمة الحرفية :
كل الطرق تؤدي إلى روما
أي أن الهدف قد يتحقق بالكثير من الطرق.
- No todas las verdades son para dichas.

"نو توذاس لاس فيرداذيس سون بَرا ديشاس"
الترجمة الحرفية :
لا تقال دائما الحقائق
أي أن هناك أشياء يجب أن تضمرهاو لا يجب أن يعرف بها أحد
- No se puede hacer tortilla sin romper los huevos.

"نو سي بويذيه آثِر تورتيجا سين رومبير لوس ويفوس"
الترجمة الحرفية :
لا يمكنك أن تصنع العجة بدون كسر البيض
أي أنك تحتاج لبذل الجهد لتحقق هدفك
- Nadie está contento con su suerte.

"ناذيِه إستا كونتينتو كون سو سوِرتِه"
الترجمة الحرفية :
لا يوجد إنسان سعيد بقدره
أي أن لكل إنسان ألم و لكن لربما لا يعرف به أحد.
- Mañana será otro día.

"مانيانا سيرا أوترو ذيا"
الترجمة الحرفية :
غداً سيكون يوما آخر
أي دع مشاكل اليوم كافية و لا تشغل بالك في الغد
- Los árboles no dejan ver el bosque.

"لوس ارفوليس نو ديخان فير إلفوسكيه"
الترجمة الحرفية :
لا تسمح لنا الشجرات برؤية الغابة.
أي أن بعض التفاصيل لا ترينا الحقيقة كاملة
- Las burlas se vuelven veras.

"لاس فورلاس سي فويلفين قيراس"
الترجمة الحرفية :
قد يتحول المزح أحيانا إلى حقيقة
أي أنك عندما تمزح تجنب المزح الذي قد يجرح أو يسيء للآخرين
- La vida no es un camino de rosas.

"لا فيذا نو ايس أة ن كامينو ذي روساس"
الترجمة الحرفية :
الحياة ليست طريق مفروش بالزهور
أي أن للحياة مصاعبها و مشاكلها و يجب ألا نقف عندها
- La sangre sin fuego hierve.

"لا سانغريه سين فويغو ييرفيه"
الترجمة الحرفية :
يغلي الدم بلا نار
- La mejor palabra siempre es la que queda por decir.

"لا ميخور بالافرا سييمبره اس لا كي كيذا بور \يثير"
الترجمة الحرفية :
الكلمة الأفضل هي الكلمة التي لم تقال بعد.
- La fe mueve montañas.

"لا فيه مويفيه مونانياس"
الترجمة الحرفية :
تسير الحقيقة جبال
أي أن الحقيقة مهما خبئت ستظهر و تنكشف.
- La diligencia es la madre de la buena ventura.

"لا ديليخينسيا ايس لا ماذريه ذي لا بوينا فينتورا"
الترجمة الحرفبة :
الكد و الاجتهاد أم القدر الجيد
أي أن المستقبل الجيد يصنع بالعمل ليس بالحظ
- La cara es el espejo del alma.

"لا كارا ايس لا ايسبيخو ديل آلما"
الترجمة الحرفية :
"الوجه هو مرآة الروح"
أي "سيماهم على وجوهها"
- La avaricia rompe el saco.

"لا أفاريسيا رومبيه إل ساكو"
الترجمة الحرفية :
الطموح بقضي على السرقة
- El amor es ciego.

"إل آمور إس سييغو"
الترجمة الحرفية :
الحب أعمى
- Cada martes tiene su domingo.

"كاذا مارتيس تيينيه سو دومينغو"
الترجمة الحرفية :
لكل ثلاثاء أحده
أي أن كل يوم سيء سينتهي بشيء جيد
- A Dios rogando y con el mazo dando.

"آ ديوس روغاندو إي كون إل ماثو داندو"
الترجمة الحرفية :
توكل على الله و اعمل بالأسباب
- A juventud ociosa, vejez trabajosa.

" آ خوفينتاذ أوسيوسا، فيخيس ترابوخوسا"
الترجمة الحرفية :
الصغرة الكسولة، كبرة شاقة
أي أن الإنسان الكسول في صغره، سيشقى في كبره
- A quien madruga, Dios le ayuda.

"آ كيين ماذروغا، ديوس لي آجوذا"
الترجمة الحرفية :
يساعد الله العصامي ( العصامي هو من يبني نفسه بنفسه )
- El que por su gusto corre, nunca se cansa.

"إل كيه بور سو غوستو كورّيه، نونكا سيه كانسا"
الترجمة الحرفية :
الذي يعجبه الركض، أبدا لا يتعب